# 야신 아들리
야신 아들리(프랑스어: Yacine Adli, 2000년 7월 29일 ~ )는 프랑스의 축구 선수이다. 그의 포지션은 수비형 미드필더로, 현재 이탈리아 세리에 A의 피오렌티나에서 활약하고 있다.

## 클럽 경력

### 파리 생제르맹
2018년 5월 19일 캉과의 리그 1 최종전에서 파리 생제르맹 소속으로 프로 데뷔전을 치렀다. 그는 0-0으로 비긴 원정 경기에서 83분 후에 크리스토페르 은쿤쿠와 교체되었다. 2018년 7월 2일, 아들리는 파리 생제르맹과 첫 프로 계약을 맺었다.

### 보르도
2019년 1월 31일, 2018-19 시즌 겨울 이적시장 마지막 날, 아들리는 리그 라이벌 보르도와 4년 반 계약을 맺었다. 이적료는 €5.5M이고, 향후 아들리가 이적할 경우 이적료의 40%를 받을 수 있는 셀온 조항이 포함된 것으로 알려졌다.
아들리는 2020년 11월 28일 전 소속팀 파리 생제르맹과의 파르크 데 프랭스에서 열린 경기에서 득점하였고, 팀은 2-2로 비겼다.

### 밀란
2021년 8월 31일, 아들리는 세리에 A의 명문 클럽인 밀란과 5년 계약을 체결하였다. 보르도에 지불된 이적료는 €8M으로 알려졌다. 그는 본래 소속팀 보르도에 2021-22 시즌 잔여기간 동안 임대되었다.

## 국가대표팀 경력
아들리는 프랑스에서 알제리인 부모 사이에서 태어났다. 그는 프랑스 청소년 국가대표팀 일원이었으며, 2017년 UEFA U-17 축구 선수권 대회에 프랑스 U-17 대표로 참가했다. 또한 2017년 FIFA U-17 월드컵도 참가했다.